# Jugozapadni tanna jezik
Jugozapadni tanna jezik (ISO 639-3: nwi), jedan od devet južnovanuatskih jezika kojim govori oko 5 000 ljudi (Lynch and Crowley 2001) na jugozapadu otoka Tanna u Vanuatuu.
Pripada podskupini tanna koja obuhvaća još četiri jezika. Govore se tri dijalekta: nowai, nvhal i navava.

## Vanjske poveznice
- Ethnologue (14th)
- Ethnologue (15th)